# Тень в окне
«Тень в окне» (англ. The Shadow on the Window) — фильм нуар режиссёра Уильяма Эшера, который вышел на экраны в 1957 году.
Фильм рассказывает о том, как трое молодых парней (Джон Дрю Бэрримор, Кори Аллен и Джеральд Саррачини) с целью ограбления нападают на дом богатого фермера, избивая владельца и работающую у него молодую женщину Линду Атлас (Бетти Гарретт). Эту сцену с улицы видит семилетний Пити Атлас (Джерри Мэтерс), сын Линды, который в состоянии шока убегает, и некоторое время спустя оказывается в полиции, однако не может ничего произнести. Отец Пити, детектив полиции Тони Атлас (Филип Кэри), начинает розыск Линды в то время, как молодые преступники, которые убили фермера, начинают конфликтовать на почве того, как поступить с Линдой. В конце концов Тони удаётся вычислить дом, где содержится Линда, спасти жену и обезвредить преступников.
Фильм не привлёк к себе особого внимания критики, хотя некоторые специалисты отметили его напряжённый характер.

## Сюжет
Юный Пити Атлас (Джерри Мэтерс) играет около трактора во дворе загородного дома, когда неожиданно слышит доносящиеся из дома крики своей матери Линды (Бетти Гарретт). Он подбегает к окну, где видит, как трое крепких молодых парней избивают пожилого хозяина дома, мистера Бена Кэнфилда (Уотсон Даунс), а также его мать Линду, которая работает у него стенографисткой. Пити охватывает ужас от увиденного, и он убегает, вскоре оказываясь на шоссе, где его подбирает водитель грузовика. Пити однако пребывает в шока и не может говорить, не отвечая на расспросы водителей. Они решают взять Пити с собой на центральный рынок, куда направляются с грузом фруктов, оставляя мальчика под попечение администратора рынка Джима Уоррена (Джек Ломас). Занятый решением производственных вопросов, Джим вскоре теряет мальчика из виду, после чего патрульные полицейские обнаруживают его и доставляют в участок. Мальчик продолжает молчать, однако сержант Пол Денки (Сэм Гилман) узнаёт в мальчике сына своего коллеги, детектива полиции Тони Атласа (Филип Кэри). Вскоре приезжает Тони, который расспрашивает сына, что с ним произошло и где его мама, однако Пити ничего не говорит и даже не узнаёт отца. Полиция подключает психиатра, доктора Ходжеса (Энсли Прайор), который предполагает, что Пити, вероятно, увидел что-то ужасное. Тони рассказывает доктору Ходжесу, что его жена Линда работает как фрилансер стенографисткой и машинисткой. И хотя уже восемь недель они с женой живут раздельно, у них нормальные отношения, и каждое воскресенье Пити проводит с отцом. Позвонив домохозяйке жены, Тони выясняет, что в 9 часов утра Линда вместе с сыном поехала на работу, и больше она её не видела.
Тем временем в доме Кэнфилда Линду удерживают трое парней — Джесс Рибер (Джон Дрю Бэрримор), который уже попадал в поле зрения полиции, Гил Рэмзи (Кори Аллен) и его друг, туповатый, но физически крепкий Джои Гомес (Джеральд Саррачини). Как выясняется, парни проникли в дом с целью ограбления, и не ожидали встретить там сопротивление со стороны Кэнфилда и Линды. В ходе драки Джои забил хозяина дома до смерти, и теперь парни решают, как поступить с Линдой. Джесс при поддержке Гила настаивает, что её нужно убить как опасную свидетельницу, однако Джои возражает против её убийства и требует найти другой выход. Тем временем, обыскивая дом, Гил находит в кабинете Кэнфилда шесть тысяч долларов, а также сумочку Линды, забирая их себе и не сообщая об этом своим сообщникам. Линда пытается уговорить Джои отпустить её, предлагая свою машину. Джесс забирает у неё ключи, и ставит машину в гараж. Сразу после этого к дому подъезжает почтальон, которому Джесс открывает дверь, выдавая себя за работника Кэнфилда, и забирает посылки.
В больнице доктор Ходжес вводит мальчика в состояние сна, после которого тот начинает говорить, что мама взяла его с собой на работу, что он играл во дворе и что услышал мамин крик и побежал. С этими словами мальчик замолкает и снова засыпает. Тони предполагает, что Линда могла что-то увидеть, и из-за чего её удерживают, и предлагает обследовать район, где она может находиться, а также проверить все объявления о приглашении на работу стенографисток. Не понимая, как Пити мог оказаться без матери, Тони поручает также опросить водителей местных автобусов, которые могли видеть Пити. Сам он вместе с Полом направляется домой к Линде, где однако не находит ничего подозрительного. Тони звонит ближайшей подруге жены, которая лишь подтверждает, что та утром собиралась с сыном на работу, однако не знает, куда именно.
В доме Кэнфилда, оставшись наедине с Джои, Линда пытается его убедить, что Джесс и Гил ему не друзья, и убьют его, если возникнет угроза их аресту или их жизни. Она уговаривает Джои её отпустить, а самому бежать. Парни узнают, что Линда замужем за полицейским, после чего планируют бежать на машине, прихватив её с собой. Они решают, что им понадобится оружие, и Гил вызывается выкрасть пистолет своего отчима, который сейчас отсыпается дома после работы. Раздаётся телефонный звонок от Майры, племянницы Кэнфилда (Анджела Стивенс), которая ожидает дядю сегодня на ужин. Преступники заставляют Линду ответить, что Кэнфилда сейчас нет дома, что кажется Майре странным.
В полицию поступает сигнал с центрального рынка, что там утром видели мальчика, по приметам похожего на Пити. Рабочий на рынке сообщает, что видел мальчика у Джима Уоррена, смена которого уже закончилась. Тони и Пол приезжают к Уоррену домой, однако жена сообщает, что он ещё не возвращался с работы. Тони выясняет любимый бар Уоррена и звонит туда, однако бармен по просьбе Уоррена, который проводит там время с другой женщиной, говорит, что того сегодня не было. К этому моменту прошло уже 10 часов с момента нахождения Пити. В полиции идут интенсивные допросы всех людей, которые могут быть причастны к этому делу. Тони в разговоре со своим боссом, капитаном Маккуэйдом (Расти Лейн) высказывает предположение, что возможно, они имеют дело с неудачным ограблением, в результате которого Линда оказалась в заложниках, а Пити сбежал. По статистике 90 процентов таких преступлений приходится на долю людей с криминальным прошлым. Тони выдвигает версию, что ограбление мог совершить кто-то из одного из криминальных районов, расположенных поблизости с районом сравнительно обеспеченных людей, куда могли пригласить на работу Линду. Таким образом Тони сокращает территорию поиска до двух районов.
Перед уходом Гила за оружием, Джесс и Джои ввязываются в драку, а Линда пытается бежать, Гил успевает схватить её, а затем разнимает парней. Выйдя на улицу, Гил видит, как племянница с мужем подъезжает к дому. Они звонят в дверь, однако никто не открывает. Они видят в гараже машину Линды, определяя по её правам, что это молодая привлекательная женщина. Решив, что Кэнфилд развлекается с ней дома и не хочет открывать дверь, племянница с мужем уезжают. Сообщив, что пара уехала, Гил направляется к себе домой. После этого Джесс достаёт из бара выпивку, и начинает проявлять интерес в Линде. Подыгрывая ему, она включает музыку и начинает танцевать, приглашая Джесса. Затем она делает вид, что услышала шум около дома, после чего Джои направляется во двор, чтобы осмотреть окрестности. В этот момент Линда просит Джесса налить ей тоже выпить, и когда он склоняется, чтобы заглянуть в бар, бьёт его кувшином по голове и убегает. В дверях Джои однако ловит её и возвращает в гостиную, где Джесс уже приходит в себя после удара, отправляясь в спальню. Линда говорит Джои, что у неё есть маленький сын, и она не знает, что с ним могло произойти за последние 12 часов. Она снова предлагает бежать, говоря, что Джесс убьёт их обоих. В этот момент спускается Джесс с пистолетом, который нашёл у Кэнфилда.
При обходе лиц с криминальным прошлым полицейские приходят и к Джессу, не заставая его дома. У привратницы они выясняют, что Джесс часто проводит время в компании своего друга Гила, и те направляются к нему. Дверь открывает мать Гила, заявляющая, что сына нет дома. Тем временем Гил, который уже взял пистолет отчима и прячется в квартире, просит мать дать ему машину, чтобы бежать. Тони же, который заподозрил, что мать Гила сказала ему неправду, возвращается и силой входит в квартиру, где видит, что Гил только что сбежал через окно. Тони начинает его преследовать по пожарной лестнице, а затем по крыше здания и снова по лестнице. Гил начинает стрелять, и когда он сбегает в подземный переход, Тони в ответ на его выстрелы, убивает Гила. В его карманах Тони находит шесть тысяч долларов и сумочку Линды, после чего допрашивает мать Гила, которая однако ничего не знает о делах своего сына. Ночью, когда Уоррен всё-таки возвращается домой, он сообщает Тони, что Пити привезли водители транспортной компании из Сан-Франциско, сообщая её название. Тони дозванивается до одного из них, узнавая точное место, где они подобрали мальчика. Утром полицейские приезжают на это место, приблизительно устанавливая, откуда Пити мог выйти на шоссе, и начинают тщательно осматривать дорогу.
Так и не дождавшись появления Гила, бандиты решают, что он сбежал. Джесс достаёт пистолет и решает расправиться с Линдой и Джои. Когда он наводит пистолет на Линду, Джои бросается на него. Возникает драка, а затем раздаётся выстрел, который убивает Джои. Тони тем временем сажает Пити в машину, чтобы тот указал на что-либо знакомое по дороге. Возле дома Кэнфилда Пити вдруг реагирует на стоящий трактор, рядом с которым Тони находит игрушечный пистолет сына. Тони понимает, что преступники с Линдой скорее всего находятся в близлежащем доме и даёт команду окружить его. Джесс, который надеется на появление Гила, выглядывает в окно, замечая приближающихся к дому полицейских. Угрожая Линде оружием, он пытается спрятаться вместе с ней доме. В этот момент Тони вышибает дверь и входит в дом, обнаруживая тело Кэнфилда. Отступив к лестнице, Джесс направляет пистолет на Линду и приказывает полицейским бросить оружие. Тони и его люди выполняют его требование, и пока Джесс отвлекается на них, один из полицейских стреляет в сторону Джесса, в результате чего тот вынужден бросить Линду и скрыться в кабинете. Загнав Джесса в угол, Тони выхватывает у него пистолет, а затем наносит пощечину. Заверив Линду, что Пити в безопасности, Тони выводит её на улицу. Когда она зовет Пити, мальчик выходит из транса и бежит к матери. Тони, Линда и Пити обнимают друг друга.

## В ролях
- Филип Кэри — Тони Атлас
- Бетти Гарретт — Линда Атлас
- Джон Дрю Бэрримор — Джесс Рибер
- Кори Аллен — Гил Рэмзи
- Джеральд Саррачини — Джои Гомес
- Джерри Мэтерс — Пити Атлас
- Сэм Гилман — сержант Пол Денки
- Расти Лейн — капитан Маккуэйд
- Эйнсли Прайор — доктор Ходжес
- Пол Пичерни — Бигелоу
- Уильям Лесли — Стюарт
- Дорин Вудбери — Молли
- Элли Кент — девушка

## Создатели фильма и исполнители главных ролей
Режиссёр Уильям Эшер, в основном работавший на телевидении, в частности поставил 102 эпизода ситкома «Я люблю Люси» (1952—1957) и 131 эпизод популярного ситкома «Моя жена меня приворожила» (1964—1972). Он поставил также 14 полнометражных фильмов, среди которых «27-й день» (1957), «Джонни Кул» (1963) и «Ночное предупреждение» (1981).
Филип Кэри сыграл в таких фильмах, как «За стенами тюрьмы Фолсом» (1951), «Винтовка Спрингфилда» (1952), «Джейн-катастрофа» (1953), «Лёгкая добыча» (1954), «Мистер Робертс» (1955), «Они приходят злыми» (1956) и «Двойник» (1964). Он также играл главные роли в телесериалах «Рассказы о бенгальских уланах» (1956—1957), «Филип Марлоу» (1959—1960), «Ларедо» (1966—1968) и многолетней мыльной опере «Одна жизнь, чтобы жить» (1980—2008).
Как пишет историк кино Хэл Эриксон, «звезда музыкальных комедий» Бетти Гарретт, известная по таким фильмам, как «Увольнение в город» (1949), «Возьми меня с собой на бейсбол» (1949), «Дочь Нептуна» (1949) и «Моя сестра Эйлин» (1955), на этот раз играет драматическую роль в этой драме о заложниках. По словам историка кино Майкла Кини, в дальнейшем Гарретт стал постоянным участником сериалов «Лаверна и Ширли» (1976—1981, 97 эпизодов) и «Все в семье» (1973—1975, 24 эпизода), а юный Джерри Мэтерс, конечно же, продолжал сниматься в главной роли подростка в популярном ситкоме «Предоставь это Биверу» (1957—1963, 235 эпизодов).

## История создания фильма
В основу фильма положен рассказ Джона и Уорда Хокинсов «Пропавший свидетель» (англ. The Missing Witness), который был опубликован в журнале Cosmopolitan в 1954 году. Рабочим названием фильма также было «Пропавший свидетель».
Газета «Лос-Анджелес Экспресс» в феврале 1956 года сообщила, что первоначально режиссёром фильма был назначен Блейк Эдвардс.
По информации «Голливуд Репортер» от июля 1956 года, натурные съёмки проходили в центре Лос-Анджелеса и в Пуенте (англ. Puente), Калифорния.
Фильм находился в производстве с 9 июля по 1 августа 1956 года и вышел на экраны в марте 1957 года.

## Оценка фильма критикой
Современный историк кино Спенсер Селби написал, что в том фильме «трое преступников взламывают фермерский дом, убивают богатого владельца и берут его секретаршу в заложники». Другой историк кино Майкл Кини охарактеризовал картину, как «довольно напряжённый нуар с множеством знакомых по телевидению лиц». Историк кино Дерек Уиннерт написал, что это «захватывающая полицейская мелодрама» с «компетентной режиссурой Эшера».